# Механизация крыла

1 — Аэродинамическая законцовка крыла
2 — элерон
3 — высокоскоростной элерон
4 — обтекатели приводов закрылков.
5 — предкрылок Крюгера.
6 — Предкрылки
7, 8 — закрылки Фаулера
9 — интерцептор (спойлер)
10 — интерцептор (спойлер)

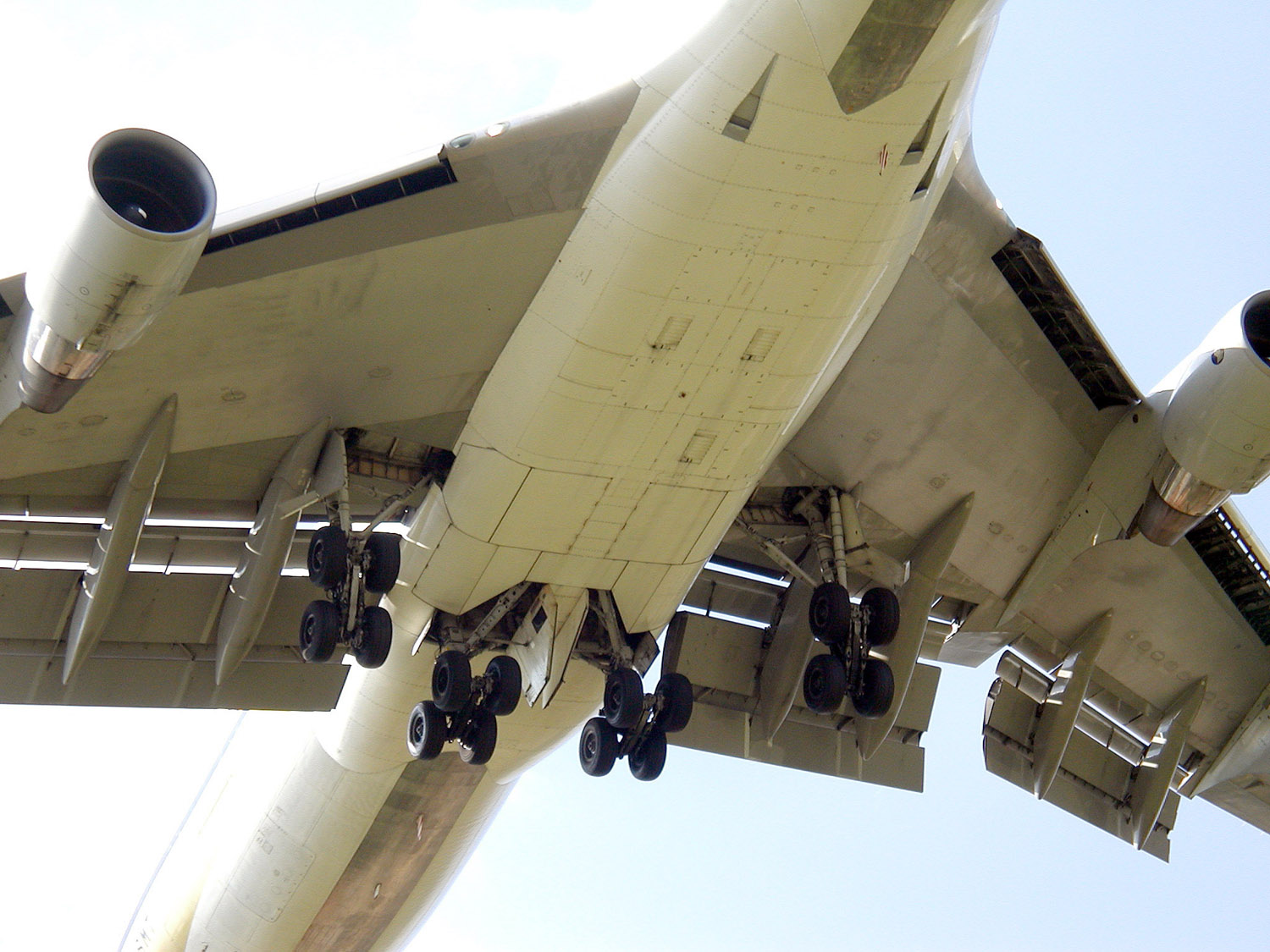
Выпущенные закрылки и предкрылки.

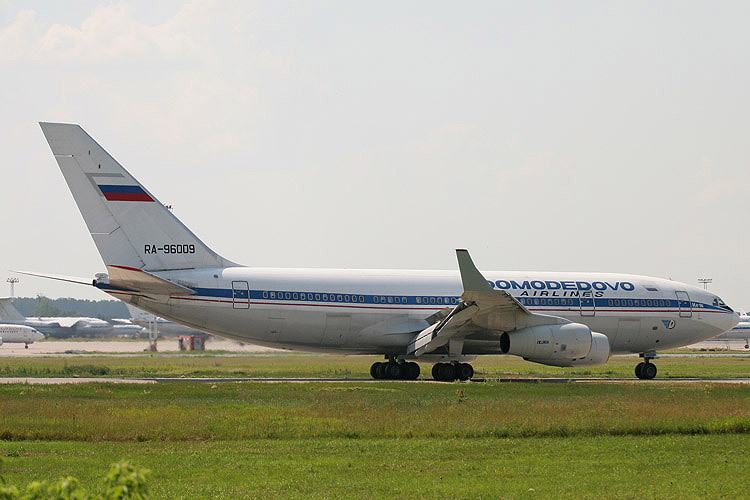
Выпущенная механизация Ил-96-300

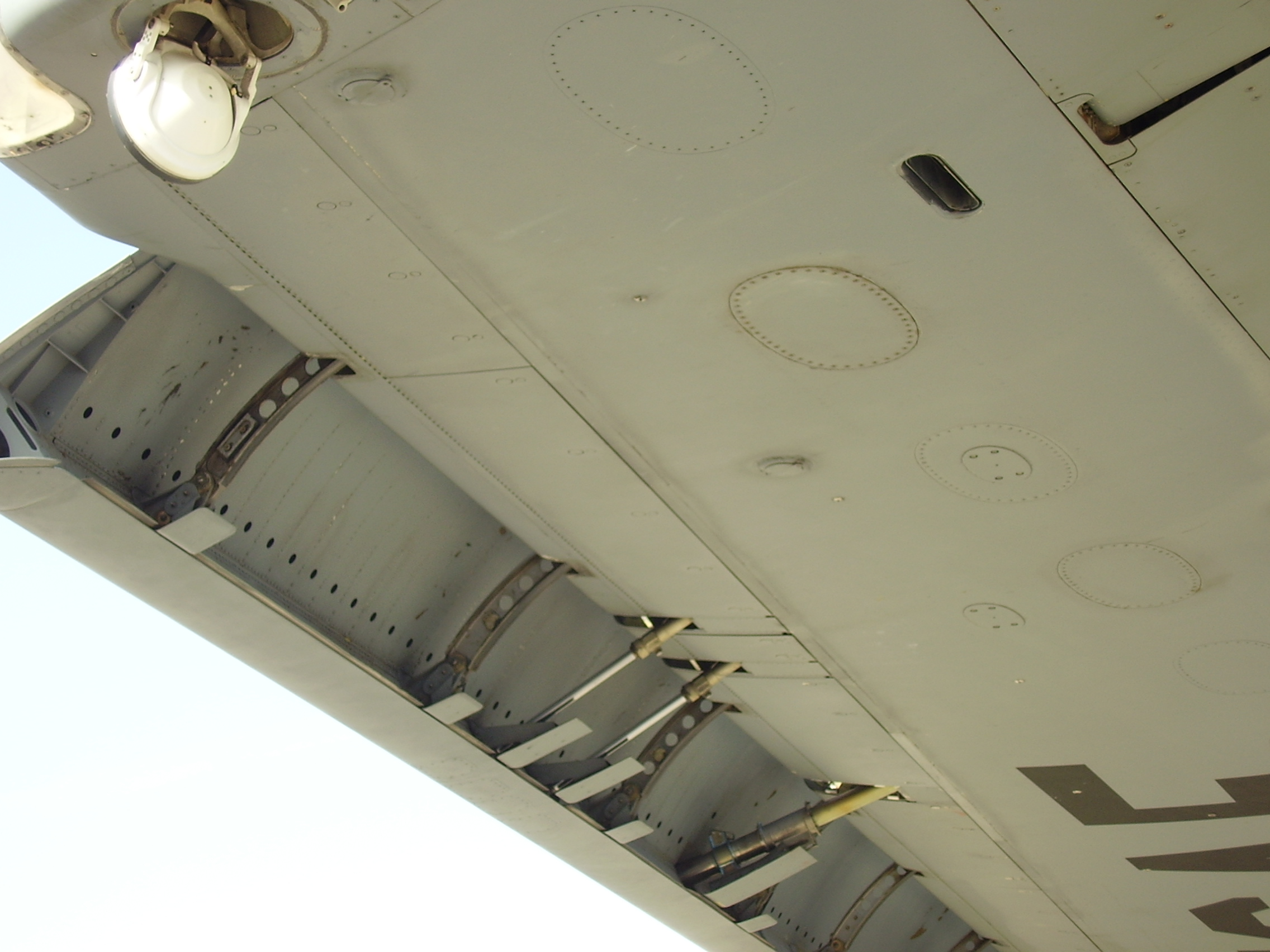
Выпущенные предкрылки.

Механиза́ция крыла́ — совокупность устройств на крыле летательного аппарата, предназначенных для регулирования его несущих свойств. Механизация включает в себя закрылки, предкрылки, интерцепторы (спойлеры), флапероны, активные системы управления пограничным слоем и так далее.

## Закрылки
Закрылки — отклоняемые поверхности, симметрично расположенные на задней кромке крыла. Закрылки в убранном состоянии являются продолжением поверхности крыла, тогда как в выпущенном состоянии могут отходить от него с образованием щелей. Используются для улучшения несущей способности крыла во время взлёта, набора высоты, снижения и посадки, а также при полёте на малых скоростях. Существует большое число типов конструкции закрылков:
Принцип работы закрылков заключается в том, что при их выпуске увеличивается кривизна (Сy) профиля и (в случае выдвижных закрылков,
которые также называют закрылками Фаулера)
площадь поверхности крыла (S), следовательно, увеличивается и несущая способность крыла. Возросшая несущая способность крыла позволяет летательным аппаратам лететь без сваливания при меньшей скорости. Таким образом, выпуск закрылков является эффективным способом снизить взлётную и посадочную скорости. Второе следствие выпуска закрылков — это увеличение аэродинамического сопротивления. Если при посадке возросшее лобовое сопротивление способствует торможению самолёта, то при взлёте дополнительное лобовое сопротивление отнимает часть тяги двигателей. Поэтому на взлёте закрылки выпускаются всегда на меньший угол, нежели при посадке, или не выпускаются вообще на ряде лёгких самолётов. Третье следствие выпуска закрылков — продольная перебалансировка самолёта из-за возникновения дополнительного продольного момента. Это усложняет управление самолётом (на многих современных самолётах пикирующий момент при выпуске закрылков компенсируется перестановкой стабилизатора на некоторый отрицательный угол). Закрылки, образующие при выпуске профилированные щели, называют щелевыми. Закрылки могут состоять из нескольких секций, образуя несколько щелей (как правило, от одной до трёх).
К примеру, на Ту-154М применяются двухщелевые закрылки, а на Ту-154Б — трёхщелевые. Наличие щели позволяет потоку перетекать из области повышенного давления (нижняя поверхность крыла) в область пониженного давления (верхняя поверхность крыла). Щели спрофилированы так, чтобы вытекающая из них струя была направлена по касательной к верхней поверхности, а сечение щели должно плавно сужаться для увеличения скорости потока. Пройдя через щель, струя с высокой энергией взаимодействует с «вялым» пограничным слоем и препятствует образованию завихрений и отрыву потока. Это мероприятие и позволяет «отодвинуть» срыв потока на верхней поверхности крыла на бо́льшие углы атаки и бо́льшие значения подъёмной силы.

## Флапероны
Флапероны (зависающие элероны) — элероны, которые могут выполнять также функцию закрылков при их синфазном отклонении вниз. Широко применяются в сверхлёгких самолётах
и радиоуправляемых авиамоделях при полётах на малых скоростях, а также на взлёте и посадке. Иногда применяются на более тяжёлых самолётах (например, Су-27). Основное достоинство флаперонов — это простота реализации на базе уже имеющихся элеронов и сервоприводов. Недостаток в том, что выпущенные флапероны малоэффективны как элероны.

## Предкрылки
Предкрылки — отклоняемые поверхности, установленные на передней кромке крыла. При отклонении образуют щель, аналогичную таковой у щелевых закрылков. Предкрылки, не образующие щели, называются отклоняемыми носками. Как правило, предкрылки автоматически отклоняются одновременно с закрылками, но могут и управляться независимо.
В целом, эффект предкрылков заключается в увеличении допустимого угла атаки, то есть срыв потока с верхней поверхности крыла происходит при бо́льшем угле атаки.
Помимо простых, существуют так называемые адаптивные предкрылки. Адаптивные предкрылки автоматически отклоняются для обеспечения оптимальных аэродинамических характеристик крыла в течение всего полёта. Также обеспечивается управляемость по крену при больших углах атаки с помощью асинхронного управления адаптивными предкрылками.
На самолёте Ан-2 используются автоматические предкрылки, установленные на верхнем крыле бипланной коробки и отклоняющиеся самостоятельно, без каких-либо приводов или тяг при углах атаки, близких к критическим, создавая при этом дополнительную подъёмную силу и предотвращая срыв потока с крыла. Самолёт при этом не входит в штопор, а, в самом худшем случае, делает «клевок» и самостоятельно выходит из него. Именно автоматическим предкрылкам планер самолёта Ан-2 обязан своей лётной (с 1948 года) долговечностью.

## Интерцепторы

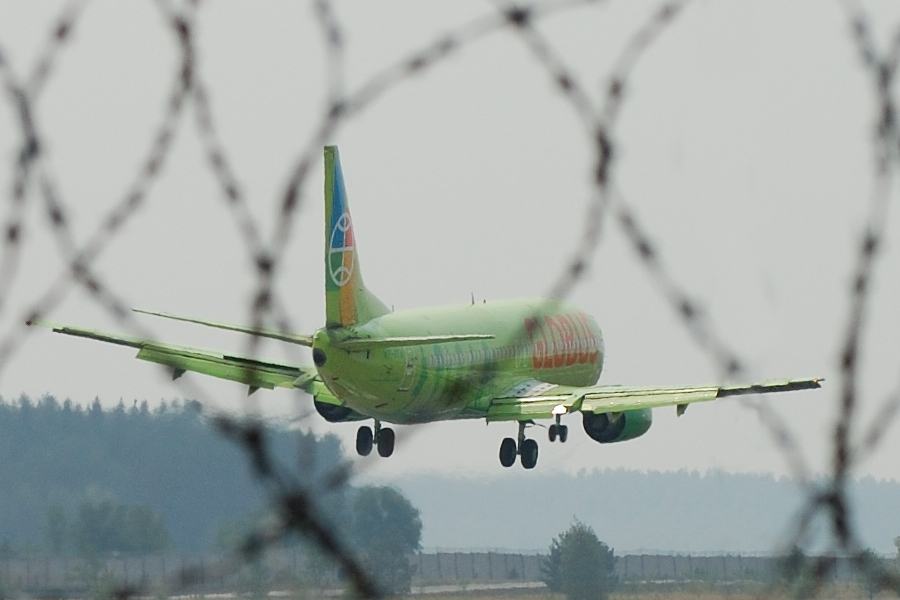
Выпуск левого элерон-интерцептора при парировании правого крена

Интерцепторы (спойлеры) — отклоняемые или выпускаемые в поток поверхности на верхней (нижней, см. МиГ-19) поверхности крыла, которые увеличивают аэродинамическое сопротивление и уменьшают подъёмную силу. Поэтому интерцепторы также называют органами непосредственного управления подъёмной силой.
В зависимости от предназначения и площади поверхности консоли, расположения её на крыле и так далее, интерцепторы делят на элерон-интерцепторы и спойлеры:
- Элерон-интерцепторы — представляют собой дополнение к элеронам и используются в основном для управления по крену. Они отклоняются несимметрично. Например, на Ту-154 при отклонении левого элерона вверх на угол до 20°, элерон-интерцептор на этой же консоли автоматически отклоняется вверх на угол до 45°. В результате подъёмная сила на левой консоли крыла уменьшается, и самолёт кренится влево. 
У некоторых самолётов элерон-интерцепторы могут являться главным (либо резервным) органом управления по крену[6].

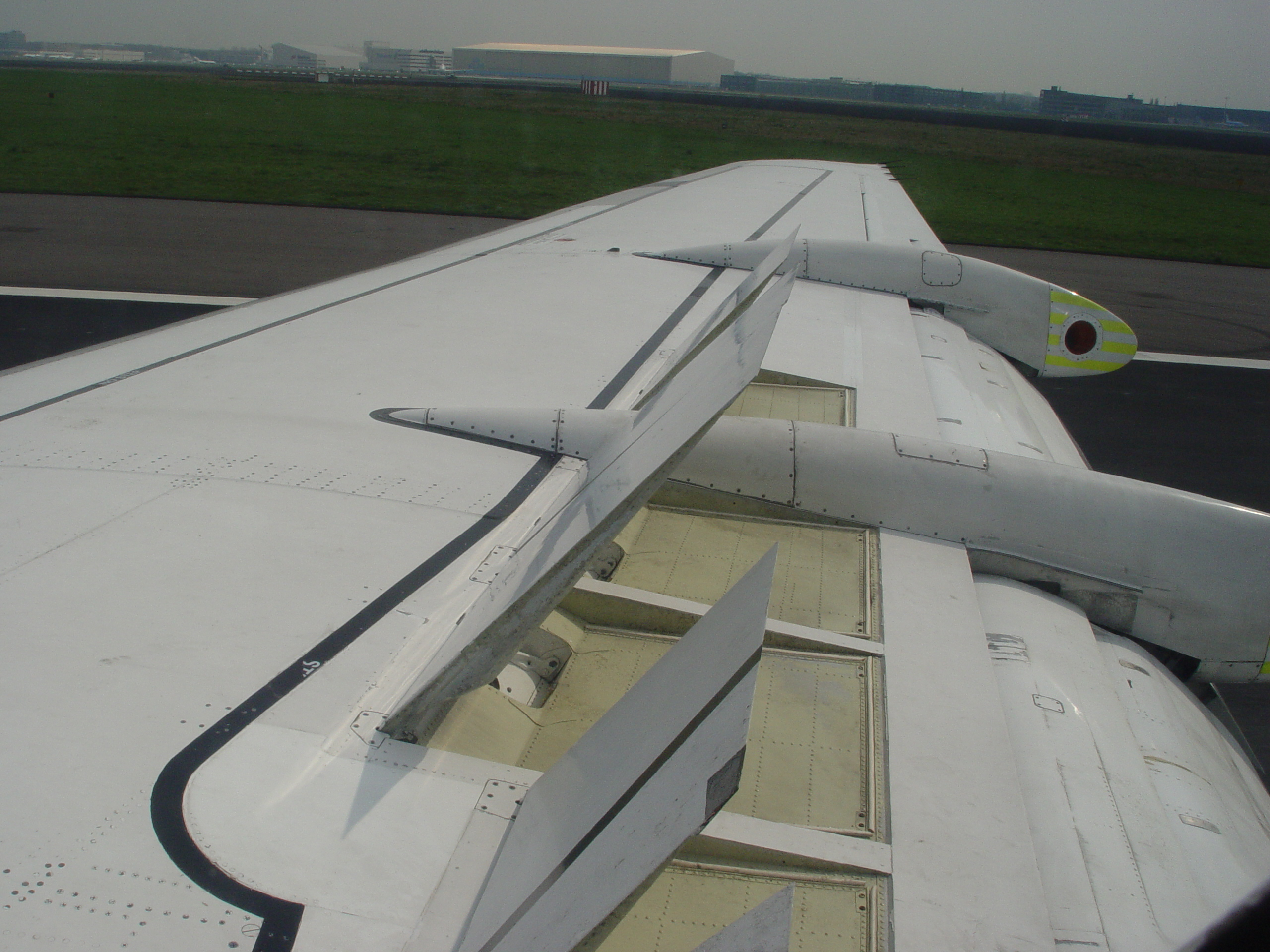
Выпущенные спойлеры

- Спойлеры (многофункциональные интерцепторы) (от англ. to spoil — портить, мешать; spoiler — помеха) — гасители подъёмной силы. Симметричное задействование интерцепторов на обеих консолях крыла приводит к резкому уменьшению подъёмной силы и торможению самолёта. После выпуска самолёт балансируется на большем углу атаки, начинает тормозиться за счёт возросшего сопротивления и плавно снижаться. Возможно изменение вертикальной скорости без изменения угла тангажа. То есть при одновременном выпуске интерцепторы используются в качестве воздушных тормозов.

Интерцепторы также активно используются для гашения подъёмной силы после приземления или при прерванном взлёте и для увеличения сопротивления. Необходимо отметить, что они не столько гасят скорость непосредственно, сколько снижают подъёмную силу крыла, что приводит к увеличению нагрузки на колёса и улучшению сцепления колёс с поверхностью. Благодаря этому, после выпуска внутренних интерцепторов можно переходить к торможению с помощью колёс.
На Ту-154 имеются следующие интерцепторы:
- Внутренние интерцепторы (выпускаются только на земле, выпуск в полете заблокирован одновременно по нескольким параметрам - обжатию стоек шасси, положению РУД)
- Внешние интерцепторы (выпускаются на земле и в полете)
- Элерон-интрецепторы (используются только совместно с элероном на той половине крыла, где элерон отклоняется вверх)